# Шамбер
Шамбе́р (фр. Chambeire) — коммуна во Франции, находится в регионе Бургундия. Департамент коммуны — Кот-д’Ор. Входит в состав кантона Женли. Округ коммуны — Дижон.
Код INSEE коммуны — 21130.

## Население
Население коммуны на 2010 год составляло 313 человек.
| 1962 | 1968 | 1975 | 1982 | 1990 | 1999 | 2010 |
| ---- | ---- | ---- | ---- | ---- | ---- | ---- |
| 139  | 143  | 134  | 205  | 225  | 234  | 313  |

## Экономика
В 2010 году среди 221 человека трудоспособного возраста (15—64 лет) 178 были экономически активными, 43 — неактивными (показатель активности — 80,5 %, в 1999 году было 78,1 %). Из 178 активных жителей работали 167 человек (90 мужчин и 77 женщин), безработных было 11 (3 мужчин и 8 женщин). Среди 43 неактивных 15 человек были учениками или студентами, 22 — пенсионерами, 6 были неактивными по другим причинам.